# 이성의 간지
이성의 간지(독일어: List der Vernunft, 理性奸智)는 헤겔의 저서 《역사철학강의》에서 등장하는 개념으로, 이성(vernunft)이 자기의 목적을 실현하는 과정, 그 방법을 일컫는다.

## 상세
헤겔은 《역사철학강의》에서 역사의 진보는 곧 ‘자유 의식의 진보’인데, 자유 의식은 일정 정열에 기초한 인간 행동을 내포하고 있고, 이러한 정열한 기초한 행동은 자연 원리의 기계성에 속하는 것으로, 결과적으로 〈전체〉 그 자체로 불릴 수 있는 이성의 의도에 따라 역사가 만들어진다고 보았다.
이러한 관점에서 인간의 행동은, 인간 스스로가 스스로의 의지에 따라 행한다고 믿는 것과 별개로, 이 모든 행동은 이성의 계기와 다름이 아니다. 따라서, 인간 활동과 행동은 역사적 필연성에 귀속된다.
헤겔은 위와 같은 과정이 이성의 계략에 의해 어떻게 이루어질 수 있는지 《철학 강요》에서 구체적으로 묘사하였다. 《철학 강요》에 따르면, “이성은 그 자체의 목적을 실현하기 위한 한 방법으로서, 역사를 추동하는 자연의 힘으로 살아있는 객관을 이용한다. 객관은 그 스스로의 본성에 따라 서로 작용하는데, 본성은 애초에 개별 위에 존재하는 전체로서 이성에 의해 규정되며, 결국 객관은 역사에서 이성의 목적을 실현하는 한 매개에 지나지 않게 된다.”라고 한다.

### 자유 의식과 필연성
구상력의 규준 속에서 자유로운 자의(willkür)의 여지를 남겨놓은 칸트와 달리, 헤겔은 역사의 목적을 실현하는 객관의 활동으로서 자유 의식을 주장하였으며, 자의를 이성의 간지의 한 수단으로서 파악하였다. 이와 더불어, 칸트는 객관을 윤리적 주체로서 개별로 파악한 데에 비해, 헤겔은 객관을 국가 형성의 구체적인 힘으로서 설정하였다.
위와 같은 결론에서 추론할 수 있는 것은, 칸트적 자유가 개별 단위로 인식되는 자아이며, 독립된 개인으로서 향유할 수 있는 자의로 대표되는 것에 반해, 헤겔의 자유는 이성의 목적에 합치하는 자유로서, 필연성(notwendigkeit)을 거스르지 않는 자유이고, 자유는 국가라는 매개로부터 실질한다는 것이다.
헤겔에 따르면 진정한 자유라는 것은 보편사적 관점에서 역사의 특정한 국면에서 진보하는 것이며, 독립된 개별 자아의 차원에서 실현되지는 않는다. 결과적으로, 진정한 자유 의식의 향유란, 오로지 시민국가의 형성을 통해서만 이루어질 수 있는 것이다. 헤겔은 프랑스 혁명 이후 유럽 사회에 추동된 보편적인 시민국가의 성립이 자유 의식 진보의 한 방향이라고 보았고, 절대정신에 합치하는 인간 이성 활동으로서 함구적인 자유 의식을 누릴 수 있는 유일한 방법이라고 하였다.